# Zastava Obale Bjelokosti
Zastava Bjelokosne Obale usvojena je 4. prosinca 1959.
Sastoji se od narančaste, bijele i zelene boje.
Narančasta predstavlja zemlju, savanu i plodnost. Bijela predstavlja mir. Zelena predstavlja šume i nadu.
Premda sliči zastavama Irske i Italije, rađena je po uzoru na zastavu Francuske.